# Gloria Polanco
Gloria Polanco es una política colombiana, excongresista de Colombia y viuda del también político y exgobernador del departamento del Huila, Jaime Lozada. Fue secuestrada por la guerrilla de las Fuerzas Armadas Revolucionarias de Colombia (FARC) junto a dos de sus hijos, el 26 de julio de 2001. Durante el cautiverio su esposo Jaime Lozada, fue asesinado en el 2005 por las FARC, tras no poder pagar el dinero de la liberación de sus dos hijos en 2004, que exigían los guerrilleros.

## Secuestro
Polanco fue secuestrada la noche del 26 de julio de 2001 en su propio apartamento, del edificio "Miraflores", en la ciudad de Neiva, capital del departamento del Huila, por un comando de 100 guerrilleros de las FARC que se llevaron a 13 personas, entre ellos dos de sus hijos.

### Candidata en el secuestro
Su esposo Jaime Lozada, decidió no postularse para una reelección como senador del Partido Liberal Colombiano, en cambio, postuló a su esposa Gloria Polanco, estando en cautiverio, como candidata a la Cámara de Representantes. Polanco resultó elegida el 10 de marzo de 2002 con una de las más altas votaciones entre quienes aspiraron al congreso. Tras ser electa, su condición de política la convirtió en una rehén "cotizada" y fue incluida entre los secuestrados "canjeables" que las FARC querían intercambiar en un "acuerdo humanitario" por jefes guerrilleros en la cárcel. Polanco nunca pudo posesionarse y la curul fue asumida por el segundo en la lista, Carlos Ramiro Chávarro. Mientras tanto, Los guerrilleros le informaron a Polanco que iba a entrevistarse con un jefe de las FARC, tras ser electa respresentante, pero poco tiempo después, los jefes guerrilleros separaron a la política de sus hijos Juan Sebastián, entonces de 20 años, y Andrés Felipe, de 18 y del resto de los secuestrados del edificio Miraflores. Al ser ella congresista su caso tomaba otro matiz: era ya un secuestro político. Polanco fue puesta por las FARC con un grupo de secuestrados "canjeables", mientras que a su esposo Jaime Lozada lo comenzaron a extorsionar para obtener la libertad de sus hijos a cambio de dinero. Los dos hijos fueron liberados y retornaron a casa el 13 de julio de 2004. Sin embargo, el sr. Lozada no pudo pagarle a las FARC todo el dinero que habían exigído en el plazo acordado y el 3 de diciembre de 2005 fue asesinado en una emboscada de las FARC.

### Pruebas de vida
Los tres hijos de Polanco: Juan Sebastián, Jaime Felipe y Daniel Julián, recibieron las últimas pruebas de supervivencia de su madre a través de la excongresista Consuelo González de Perdomo, liberada por la guerrilla el 10 de enero de 2008. González reveló que Polanco sufría de una afección de la tiroides, desde que se enteró de la muerte de su esposo, Jaime Lozada.

## Liberación
Las FARC anunciaron la liberación de Polanco, Luis Eladio Pérez, Orlando Beltrán, y Jorge Eduardo Géchem, como "gesto de buena voluntad"  para que el gobierno de Colombia accediera a desmilitar los municipios de Pradera y La Florida, y así iniciar negociaciones para un "acuerdo humanitario".
Como condición las FARC pidieron que los secuestrados fueran entregados al presidente venezolano Hugo Chávez y a la senadora colombiana Piedad Córdoba. Los familiares de Polanco y los demás secuestrados fueron a Caracas, para recibir a Polanco y los otros tres secuestrados. 
El día 27 de febrero de 2008, las FARC le entregaron al gobierno de Hugo Chávez, las coordenadas del lugar en donde deberían recoger a los rehenes en una misión humanitaria que comenzó en horas de la mañana. "Estamos felices, anoche dormí muy bien. Estoy contando las horas y los minutos", dijo Yolanda Polanco, hermana de Gloria Polanco a los medios de comunicación.
Al siguiente día de su liberación, Polanco, en rueda de prensa habló al presidente venezolano Chávez de la precaria salud de Íngrid Betancourt. Polanco mencionó que Betancourt sufría de hepatitis B repetitiva y está muy mal. Hugo Chávez pidió al comandante de las FARC, Manuel Marulanda, que cuide de ella mientras llegaba su liberación.